# Aconurella liliputanus
Aconurella liliputanus är en insektsart som beskrevs av Melichar 1905. Aconurella liliputanus ingår i släktet Aconurella och familjen dvärgstritar. Inga underarter finns listade i Catalogue of Life.